# 威洛波因特 (內華達州)
威洛波因特（英語：Willow Point）是位於美國內華達州洪堡縣的鬼鎮。

## 歷史
威洛波因特的郵局於1865年設立，1868年關閉後又於1879年重啟，最終於1910年停運。

## 地理
威洛波因特所處的海拔為高於海平面1321米（即4334英呎），而該地所採用的時區為UTC-8，即太平洋时区（PST）。同時該地設有夏令時間，為UTC-8調快一小時，即UTC-7（PDT）。